# Cascade Mountain (Alberta)
Ne doit pas être confondu avec Chaîne des Cascades.
Pour les articles homonymes, voir Cascade Mountain.
Cascade Mountain est une montagne située dans la vallée Bow au sein du parc national de Banff, à proximité immédiate de la ville de Banff. La montagne est baptisée en 1858 par James Hector d'après la chute d'eau ou cascade située sur son versant sud. La montagne est également appelée un temps Stoney Chief, en référence à la petite localité de Stoney Squaw, ce nom est encore parfois utilisé. Cascade Mountain est le point culminant situé autour de la ville de Banff.

## Ascension

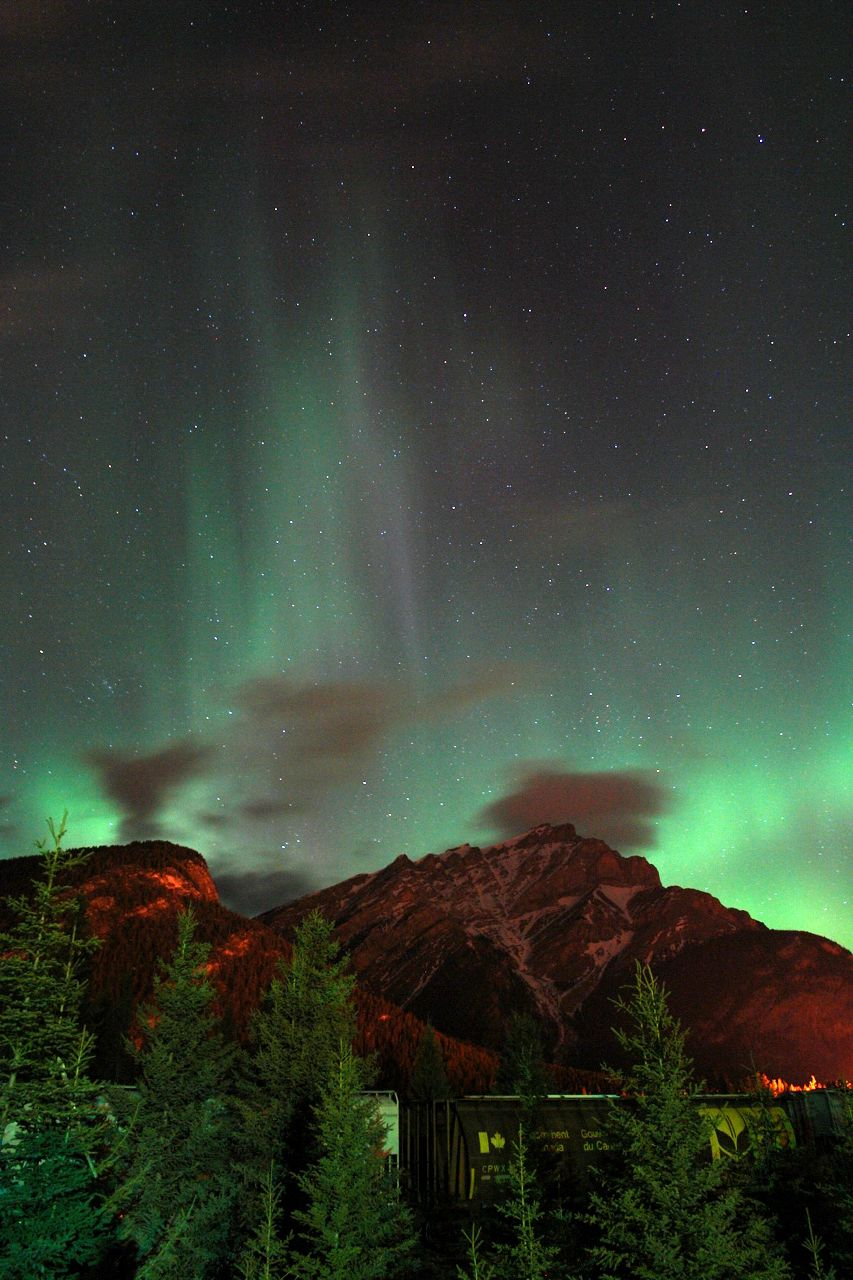
Aurore boréale au-dessus de Cascade Mountain

La montagne peut être escaladée à partir de Norquay Ski Area. Le premier segment ne présente pas de difficultés particulières, jusqu'au Cascade Amphitheatre. En continuant, le chemin monte le long de la ligne de crête jusqu'à ce qu'il atteigne la crête où il redescend avant de remonter jusqu'au faut sommet. Alors que l'on peut redescendre du faux sommet grâce au chemin situé à son extrémité, il est beaucoup plus facile de suivre un sentier autour du côté ouest le long du versant exposé. Habituellement, la neige bloque cette voie jusqu'à la mi-juillet et tenter de l'emprunter alors qu'elle est enneigée peut entraîner des risques d'avalanches considérables à cause de la nature instable du terrain et de l'exposition. Une longue période de temps dégagé – d'au moins une journée complète – doit être prévu avant de tenter cette ascension. L'ascension prend normalement 3 à 4 heures alors que la descente en suivant le même chemin prend 2 à 3 heures.